# Cadena Musical Prat
La Cadena Musical Prat es un circuito cerrado de radioemisora chilena fundada en 1956 por Hugo Terán Vásquez en Villa Alemana, ubicada en la provincia de Marga Marga, región de Valparaíso.La Cadena Musical Prat se transmite en el centro de la comuna por medio de parlantes al aire libre y en formato online. Desde 1969 comenzó adicionalmente a transmitirse en la comuna de Quilpué.
Es considerado el primer medio de comunicación hablado de Villa Alemana y la primera radio parlante de Chile.
La radio transmite música, crónicas de la historia de Villa Alemana y sus habitantes, servicios de utilidad pública, informaciones y publicidad.

## Historia
Hugo Terán Vásquez creó en 1956 los Programas Musicales de la Plaza Arturo Prat en Villa Alemana, el cual consistía de un amplificador y dos parlantes instalados en la plaza con el propósito de trasmitir música. Con la extensión de la red de amplificadores hacia las calles céntricas de la ciudad en los años posteriores, este proyecto de sistema radial pasó a denominarse como Cadena Musical Prat.  
Cadena Musical Prat transmitió desde 1956 a 1987, hasta que en este último año el alcalde de la época, Claudio Morales Greene, determinó que la radio contribuía a la contaminación acústica de la comunidad, lo que resultó en la suspensión de las actividades de la radio.
Fue en el año 2001 que la Cadena Musical Prat volvió a transmitir, tras la presión por parte de la comunidad y autoridades durante sus años de inactividad.

## Impacto cultural
La Cadena musical Prat pasó a formar parte del patrimonio sonoro de la comuna debido a su valor cultural y simbólico atribuido a ella por la ciudadanía. Asimismo, se convirtió en parte del paisaje sonoro cotidiano, entregando información útil a su público.
La radio realiza aportes culturales por medio de la recuperación y recopilación de las historias de Villa Alemana, la valorización de las figuras conocidas y recordadas de la comuna y el rescate del radioteatro.

## Actualidad
Actualmente, la radio forma parte del patrimonio sonoro de la comuna de Villa Alemana.
Incorpora la transmisión online mediante su página web oficial, cadenamusicalprat.cl/. Además de la creación de un podcast y de un canal de YouTube donde pública información relacionada con la radio.
Cadena musical Prat realiza sus transmisiones al aire libre de forma diaria.